# Lampromyia nigripennis
Lampromyia nigripennis är en tvåvingeart som beskrevs av Seguy 1930. Lampromyia nigripennis ingår i släktet Lampromyia och familjen Vermileonidae.
Artens utbredningsområde är Marocko. Inga underarter finns listade i Catalogue of Life.